# Prizren (rejon statystyczny Kosowa)
Prizren (alb.: Rajoni i Prizrenit; serb.: Призренски округ, Prizrenski okrug) − jeden z siedmiu rejonów statystycznych w Kosowie którego siedzibą jest miasto o tej samej nazwie. 
Gmina Prizren jest terenem zamieszkania największej liczby Bośniaków i Turków w całym Kosowie; ich liczba stanowi około 10% populacji całej gminy. 

## Podział administracyjny
W rejonie tym znajduje się 5 miast będących jednocześnie siedzibami gmin, oraz 195 wsi i osiedli:
| Gmina                                         | Liczba ludności (2011) | Powierzchnia (km²) | Gęstość zaludnienia (os./km²) | Wsi i osiedla |
| --------------------------------------------- | ---------------------- | ------------------ | ----------------------------- | ------------- |
| Prizren                                       | 177 781                | 284                | 626,0                         | 74            |
| Suva Reka                                     | 59 722                 | 306                | 178,5                         | 42            |
| Mališevo                                      | 54 613                 | 361                | 165,4                         | 43            |
| Dragaš                                        | 33 997                 | 435                | 78,2                          | 35            |
| Mamuša                                        | 5 507                  | 11                 | 500,6                         | −             |
| Łącznie w całym rejonie statystycznym Prizren | 331 670                | 1 397              | 237,4                         | 195           |

## Demografia

### Język
Obok języków serbskiego i albańskiego, czy bośniackiego, w tym rejonie Kosowa powszechnie używanym językiem jest również język turecki. W samej gminie Mamuša mieszkańców turecko-języcznych jest około 5 tys. 

### Grupy etniczne
Grupy etniczne zamieszkujące rejon statystyczny Prizren: 